# Горбовий Володимир Григорович
Володи́мир Григо́рійович Горбови́й  (30 січня 1899, Долина — 21 травня 1984, Ходорів, Львівська область) — український громадсько-політичний діяч, член УВО і ОУН, адвокат у Галичині, оборонець у політичних процесах. Почесний громадянин Долини.

## Життєпис

У верхньому ряду перший справа Роман Антонович, другий справа Володимир Горбовий, у нижньому ряду перший справа Омелян Антонович

Перша шпальта газети «Ukrainian Weekly» про смерть Володимира Горбового.

Старий пам'ятник на могилі Володимира Горбового.

Новий пам'ятник на могилі Володимира Горбового у Долині.

Народився у місті Долина (дільниця Оболоня). Закінчив Стрийську гімназію. Вищу освіту отримував в університетах Львова, Праги і Кракова. Знав декілька іноземних мов, був глибокоерудованою людиною. Ще замолоду виділявся серед загалу пунктуальністю, правдолюбством і принциповістю, товариші називали його «людиною із чистої сталі».
Під час Першої світової війни воював у складі австрійської армії. На Італійському фронті втратив око. За іншими джерелами, цю травму він отримав у бою під Козятиним під час наступу українського війська на Київ у 1919 році (з 1918 року перебував в Українській галицькій армії). У міжвоєнний період студіював юридичні науки в Празі.
В УВО з 1920 р., повітовий командант на Долинщині, шеф штабу Начальної Команди у Львові (1922 р.), керівник зв'язку між Начальною і Крайовою Командами. З листопада по грудень 1928 року виконував обов'язки крайового команданта УВО.
У 1934 р. став одним з перших в'язнів концтабору Берези Картузької.
З 1929 р. перебуває у лавах ОУН. У судових процесах 1935-36 рр. над Степаном Бандерою виступав у суді як його адвокат. Володимир Горбовий був також близьким другом Євгена Коновальця. З 1939 р. мешкає у Кракові. Голова комісії Державного планування при Революційному Проводі ОУН, Голова Президії ІІ Великого Збору ОУН, обраний Генеральним Суддею, Голова Українського Національного Комітету (1941 р.).
В'язень німецьких тюрем, звільнений в липні 1942 р. за станом здоров'я.
1 липня 1947 р. заарештований у Празі, переданий полякам, які передали В. Горбового до рук більшовиків (9 липня 1948 р.). Засуджений на 25 років, відбув покарання повністю у сибірських концтаборах, наживши важку форму туберкульозу. Близько співпрацював з в'язнями Михайлом Сорокою та Петром Дужим.
Звільнений 1 серпня 1972 р. Повернувся до рідного села, де йому надала прихисток Аделя Семків. Жив у Долині під постійним наглядом, тільки найближчі друзі наважувались відвідувати репресованого правника.
Помер раптово у 1984 р. Похований на міському кладовищі Долини.

## Вшанування пам'яті
У 2008 році рішенням Долинської міської ради Володимиру Горбовому було присвоєно звання «Почесний громадянин міста Долина» посмертно.
24 вересня 2015 року на його честь названо вулицю в Долині.
18 жовтня 2015 року освячено новий пам'ятник на могилі, за участю його дочки Володимири.
24 серпня 2016 року, з нагоди 25-річниці незалежності України під упорядкуванням Мґр. Олега Павліва та о. Ігоря Пелехатого вийшла друком книга спогадів д-ра Володимира Горбового «Погода совісті».
20 вересня 2017 року відбулася урочиста презентація книги спогадів д-ра Володимира Горбового «Погода совісті» в Івано-Франківському обласному музеї визвольної боротьби імені Степана Бандера за участі її упорядників Мґр. Олега Павліва та о. Ігоря Пелехатого.

## Родина
Був двічі одружений, з другою дружиною літераторкою Ганною Павенцькою виховали доньку.
З першою дружиною, чеською єврейкою і в'язнем концтаборів Третього рейху Геленою Горбовою (з дому Косінерова) виховав сина Романа Горбового.
З онуком Володимира Горбового, теж Володимиром, надруковані ексклюзивні інтерв'ю Олегом Павлівом в Чехії (де живуть і працюють онук Володимира Горбового і Олег Павлів), Україні (де народилися Володимир Горбовий і Олег Павлів) й Канаді.